# San Francisco de Borja
San Francisco de Borja là một đô thị thuộc bang Chihuahua, México. Năm 2005, dân số của đô thị này là 2243 người.